# 克羅埃西亞庫納
克羅埃西亞庫納（貨幣編號：HRK）曾于1994年5月30日至2022年12月31日是克羅埃西亞的流通貨幣，直到2023年1月1日被欧元（€，EUR）取代。輔幣單位是利帕（Lipa），1庫納=100利帕。「庫納」在克羅埃西亞語中的意思是貂；利帕的意思則是椴树。
現在通用的庫納是在1994年5月30日开始發行的，而1991年为替代南斯拉夫第納爾发行的暫代貨幣克罗地亚第纳尔已於1994年12月31日全部退出流通。2020年7月10日，庫納和保加利亞列弗同時加入歐洲匯率機制。
2022年5月13日，克罗地亚议会以压倒多数，投票通过加入欧元区的法案。该法案决定，于2023年1月1日起，欧元将取代库纳（Kuna），成为克罗地亚官方货币。人们可以在2022年12月中旬開始透过银行、邮局等机构完成库纳与欧元的兑换。6月1日，歐盟執行委員會認定克羅埃西亞符合歐元區的標準。2023年1月1日，所有非現金克羅埃西亞庫納被歐元取代；現金部分也於同日啟用歐元作為克羅埃西亞的流通貨幣之一。而克羅埃西亞庫納現金則是於1月14日退出流通。

## 硬币

### 歷史
- 1994年6月30日：开始发行背戳为1994年的硬币1, 2，5, 10, 20, 50利帕；1, 2, 5庫納；
- 1996年3月13日：发行背戳为1996年的硬币1, 2，5, 10, 20, 50利帕；1, 2, 5庫納；
- 1997年：发行背戳为1997年的硬币1利帕、10利帕；25庫納¹；
- 1998年：发行背戳为1998年的硬币2利帕；25庫納¹；
- 1999年：发行背戳为1999年的硬币2利帕、5利帕、10利帕；25庫納¹；
- 2000年：发行背戳为2000年的硬币25庫納¹；
- 2002年：发行背戳为2002年的硬币25庫納¹；
- 2005年：发行背戳为2005年的硬币25庫納¹；
- 2010年：发行背戳为2010年的硬币25庫納¹；
- 2012年：发行背戳为2012年的硬币25庫納¹；
- 2013年：发行背戳为2013年的硬币25庫納¹；[4]

1997年发行25库纳纪念币

¹ 25庫納面值的硬币都是以纪念币形式发行

### 流通幣介紹
庫納硬幣有1、2、5面值，背面圖案以植物為主；利帕硬幣則有1、2、5、10、20、50 面值，背面圖案以動物為主，以下是硬幣背後的圖案：
- 1 利帕：玉米
- 2 利帕：葡萄藤
- 5 利帕：夏櫟
- 10 利帕：煙草
- 20 利帕：橄欖枝
- 50 利帕：Degenia velebitica(一種克羅埃西亞特有的十字花科植物)

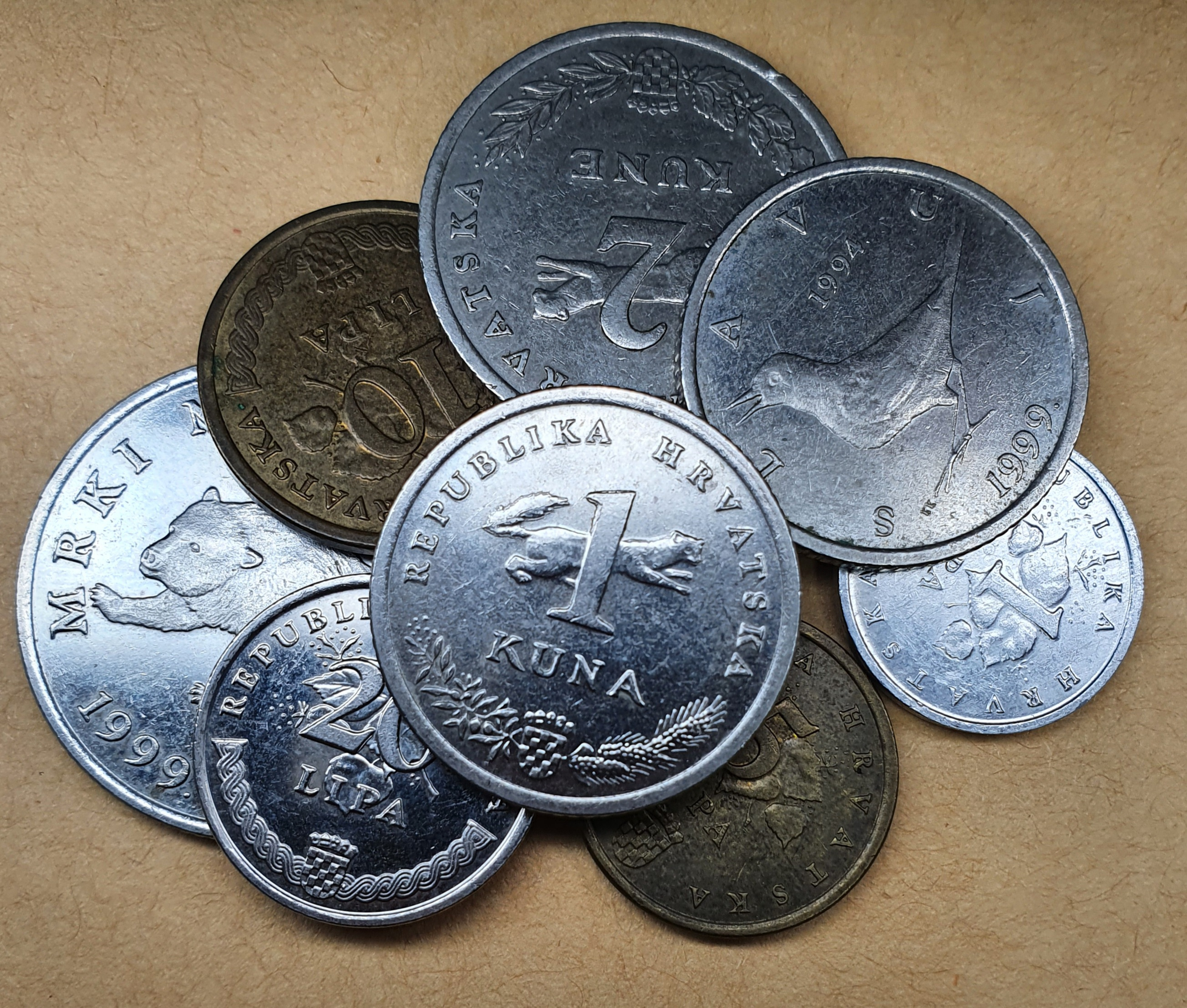
一堆庫納與利帕的硬幣

- 1 庫納：夜鶯
- 2 庫納：金槍魚
- 5 庫納：棕熊

## 纸币
- 1993年10月31日：发行背戳为1993年的纸币5庫納，10庫納，20庫納，50庫納，100庫納，200庫納，500庫納，1000庫納；
- 1995年1月15日：发行背戳为1995年的纸币10庫納；
- 2001年3月7日：发行背戳为2001年的纸币5庫納，10庫納，20庫納；
- 2002年3月7日：发行背戳为2002年的纸币50庫納，100庫納，200庫納，500庫納，1000庫納；
- 2004年5月30日：发行背戳为2004年的纸币10庫納（国家银行10周年纪念钞）；
- 2012年7月9日：发行背戳为2012年的纸币10庫納，20庫納，100庫納，200庫納；[4]

### 1993 - 2002 年
- 5 庫納（已停用）

克羅埃西亞在1993年開始使用的紙幣。

  - 正面：弗蘭·卡斯托·範高賓、佩塔爾·西雲斯基
  - 背面：古老的城堡、舊瓦拉日丁城堡的佈局
- 10 庫納
  - 正面：尤拉伊·多貝勒
  - 背面：普拉競技場、莫托文的佈局
- 20 庫納
  - 正面：約瑟普·祖拉格
  - 背面：武科瓦爾的一個莊園
- 50 庫納
  - 正面：伊萬·根杜尼
  - 背面：舊杜布羅夫尼克的景觀、大公府
- 100 庫納
  - 正面：伊萬·馬桑雅尼、巴斯卡石板
  - 背面：在里耶卡的里耶卡主教座堂和它的佈局
- 200 庫納
  - 正面：斯捷潘·拉迪
  - 背面：在奧西耶克的舊斯拉沃尼亞總司令部皇宮
- 500 庫納
  - 正面：馬爾科·馬華力
  - 背面：在斯普利特的戴克里先宫、11世紀的克羅地亞統治者
- 1,000 
  - 正面：安特·斯達茲域
  - 背面：托米斯拉夫的雕像、札格瑞布主教座堂

### 紀念鈔
- 10 庫納
  - 正面：尤拉伊·多貝勒
  - 背面：普拉競技場、莫托文的佈局
- 20 庫納
  - 正面：約瑟普·祖拉格
  - 背面：武科瓦爾的一個莊園

## 外部連結
- （英文）（德文）（法文） 克罗地亚的钞票 (克羅埃西亞庫納) （页面存档备份，存于）
- （英文）（德文）（法文） 克罗地亚的历史钞票 (克罗地亚第纳尔) （页面存档备份，存于）